# Lamezia Terme
Lamezia Terme är en kommun i provinsen Catanzaro i regionen Kalabrien i Italien. Kommunen hade 70 598 invånare (2018). 
Lamezia Terme bildades 1968 av de tidigare kommunerna Nicastro, Sambiase och Sant'Eufemia Lamezia.